# 乱草
乱草（学名：Eragrostis japonica），又名日本鲫鱼草、碎米知风草，是禾本科画眉草属的植物。分布于印度、台湾岛以及中国大陆的云南、江西、湖北、安徽、浙江、广东等地，生长于海拔100米至2,000米的地区，多生在河边、田野路旁或潮湿地，目前尚未由人工引种栽培。